# I. e. 351
Évszázadok: i. e. 5. század – i. e. 4. század – i. e. 3. század
Évtizedek: i. e. 400-as évek – i. e. 390-es évek – i. e. 380-as évek – i. e. 370-es évek – i. e. 360-as évek – i. e. 350-es évek – i. e. 340-es évek – i. e. 330-as évek – i. e. 320-as évek – i. e. 310-es évek – i. e. 300-as évek
Évek: i. e. 356 – i. e. 355 – i. e. 354 – i. e. 353 –  i. e. 352 – i. e. 351 – i. e. 350 – i. e. 349 – i. e. 348 – i. e. 347 – i. e. 346

## Események

### Perzsa Birodalom
- A birodalomtól i.e. 412-ben függetlenedő Egyiptom kelet felé terjeszkedik. Szíria, Fönícia és Ciprus is fellázad III. Artaxerxész király ellen.
- Meghal II. Artemiszia, a kis-ázsiai Kária szatrapája (Mauszólosz özvegye). Utóda a tartomány élén öccse, Idrieusz, aki nővérével és feleségével, Adával közösen kormányoz.

### Görögország
- Az athéni Démoszthenész elmondja első beszédét (filippikáját) II. Philipposz makedón király ellen.
- Kherszonészosz félszigetén összecsapnak a Kharidémosz vezette athéniak és a makedónok. Szelümbria szövetséget köt Athénnal.

### Róma
- Consullá választják Gaius Sulpicius Peticust és Tiberius Quinctius Pennus Capitolinus Crispinust.
- Először tölti be a censori tisztséget egy plebeius, Gaius Marcius Rutilus.
- A rómaiak feldúlják Tarquinii és a faliscusok földjeit; az etruszkok békét kérnek.

## Halálozások
- Hipparinosz, Szürakuszai türannosza
- II. Artemiszia, Kária szatrapája

## Fordítás
- Ez a szócikk részben vagy egészben  a(z)   351 v. Chr. című német Wikipédia-szócikk ezen változatának fordításán alapul.  Az eredeti cikk szerkesztőit annak laptörténete sorolja fel. Ez a jelzés csupán a megfogalmazás eredetét és a szerzői jogokat jelzi, nem szolgál a cikkben szereplő információk forrásmegjelöléseként.